# Kleinwinnaden
Kleinwinnaden ist ein Ortsteil der Stadt Bad Schussenried im Landkreis Biberach in Oberschwaben.
Der Weiler liegt circa einen Kilometer nördlich von Bad Schussenried und ist über die Landstraße 284 zu erreichen.

## Geschichte
Der Ort wurde 1275 als „Luzelenwineden“ erstmals erwähnt.  Seit dem 13./14. Jahrhundert war Kleinwinnaden im Besitz des Klosters Bad Schussenried.

## Persönlichkeiten
- Wilhelm Schussen (1874–1956), Schriftsteller